# Remolina
Remolina es una localidad perteneciente al municipio de Crémenes, en la provincia de León, comunidad autónoma de Castilla y León, España. Está a una distancia de 85 km de León, la capital provincial.
Situado a 1106 m s. n. m. es un pueblo pequeño, limpio, apacible, acogedor, bien cuidado, apretado, de calles estrechas y casas bien conservadas de arquitectura ganadera, muchas de ellas remozadas, manteniendo casi todas sus tradicionales fachadas de piedra.
El acceso al pueblo por carretera únicamente puede realizarse desde la nacional N-621, coincidente en esta zona con la N-625, cogiendo la desviación que hay al pie de la presa del embalse de Riaño y recorriendo alrededor de 3,5 km por la carretera local LE-3705 que finaliza en el pueblo.

## Toponimia
El topónimo “Remolina” deriva de dos términos latinos, “rivus” —arroyo o riachuelo—, que desde la Edad Media pasa por las variantes RIU o RE, siendo un prefijo muy abundantes en la toponimia de la montaña leonesa, y MOLINA, plural del sustantivo latino “molinum” —molinos—, en referencia a los muchos molinos que debieron existir en su territorio. Para otros, aunque en el mismo sentido,  molina vendría de la denominación latina “petra molina” o piedra de moler. Esencialmente con esta interpretación el topónimo significaría molinos de río o rio de los molinos. Aún hoy en día existe en la zona el topónimo Sierra de los Molinos.
Menos probable es la interpretación de “mola” como montaña, y con el significado de Remolina como rio de montaña. Aún menos probable es que derive de la palabra remolino, como un torbellino de aguas, pues este calificativo es de aparición más tardía, ya que aparece según Corominas, por primera vez en 1495, mientras que la voz Remolina, surge mucho antes, encontrándose ya en documentos medievales del siglo XII de la catedral de León. En el año 1111 la reina doña Doña Urraca dona al obispado de León el monasterio de San Antolín de Riu Molina —Remolina— con todas sus propiedades, como se verá posteriormente. Remolina ya era Riu Molina en el año 1111.

## Historia

### Prehistoria y Antigüedad

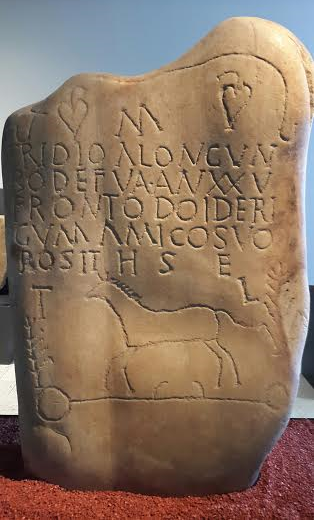
Epitafio vadiniense de Tridio Alonge encontrado en Remolina.

En los términos de este pueblo se establecieron pronto los celtas, y de ello da fe la existencia de al menos dos castros, el de Peñalba y el de Cabreros y las lápidas vadinienses. Toda esta zona de la montaña de Riaño estuvo habitada en la época prerromana y romana por una tribu cántabra, los vadinienses. En Remolina se conoce la aparición de dos lápidas vadinienses, una dedicada a Tridio Alonge y la otra a Vado Nebira. Las lápidas vadinienses están escritas en un latín bárbaro. Ambas tienen grabado un caballo, que representaría al espíritu del difunto.
- Lápida de Tridio Alonge: fue encontrada en agosto de 1933, en la zona de San Roque, a la orilla del río. Se conserva y está expuesta en el Museo de León, actualmente en el edificio Pallarés, en la plaza de santo Domingo, y anteriormente en el convento de San Marcos. Su inscripción es la siguiente: TRIDIO ALONGVN / BODE(ri) F(ilio) VA(diniensi) AN(norum) XXV / FRONTO DOIDERI / GVM AMICO SVO / POSIT. H(ic) S(itus) E(st) T(erra) L(evis) /. Su traducción sería: “ A Tridio de los Alonges, hijo de Bodo, vadiniense de 25 años. La puso su amigo Fronto de los Doideros. Aquí yace. Que la tierra te sea leve”.[1][3]
- Lápida de Vado Nebira: fue encontrada en una tierra, en la zona San Roque, hacia el año 1950.  Esta lápida pasó varias décadas en Bilbao hasta que, finalmente, fue devuelta en 2010 a sus tierras de origen, estando expuesta en el Museo Etnográfico Comarcal de Riaño. El texto epigráfico es el siguiente: D(iis) M(anibus)  / VADO NEBI / RA IDAGINO(m) / ANEMIDL F(ilius) VA(diniensi) / AN(norum) XXX LVCVA CA / DDECVM AM / ICO SVO POSIT / H(ic) S(itum) E(st) /. La traducción puede ser: A los Dioses Manes, Vado Nebira, de los Ideginos, hijo de Anemido, vadiniense de 30 años. La puso su amigo Lucua de los Caddecos. Aquí yace.[5]

### Edad Media

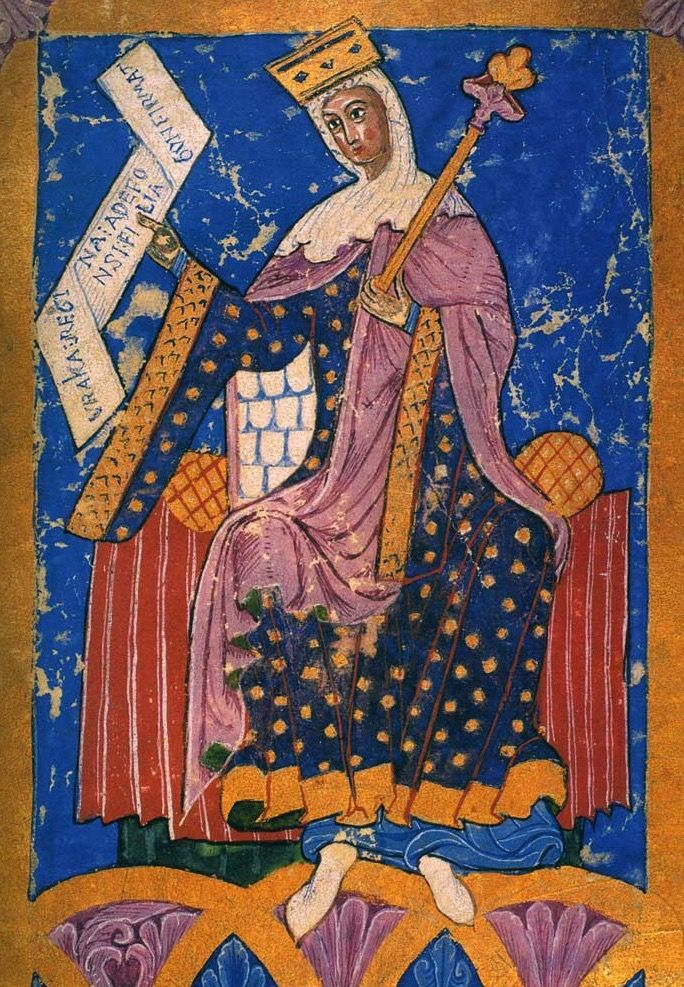
La reina Urraca I de León.

Remolina aparece en diversos documentos medievales. A Remolina se refiere expresamente un documento de la Catedral de León fechado el 20 de enero de 1111, mediante el cual la reina Doña Urraca, hija de Alfonso VI, dona a la Iglesia de Santa María de León —la catedral de Léon— y a su obispo Don Pedro el monasterio de San Antonino o San Antolín de Riu Molina —Remolina—, que está en la ribera del Esla, más arriba del castillo de Aquilare. 

...”Ego Urraka Dei nutu tocius Ispanie regina, serenissimi domni Adefonsi imperatoris filia, domne mee et genitrici Dei uirgine Marie Legionensis, scilicet sedis, necnon et uobis patri nostro pontifici dompno Petro facio kar/tulam testamenti de monasterio Sancti Antonini de Riu Molina, quod est in Somoca in ripa de Estula super Agilare...”

La reina dona a la catedral el monasterio con todas sus propiedades, que coinciden en gran parte con los límites actuales de Remolina, aunque más amplios en algunas zonas, adentrándose en terrenos que actualmente son propiedad de Argovejo, Ocejo de la Peña, Horcadas o Tejerina.
El monasterio de San Antolín estaba ubicado poco antes de llegar al pueblo, en unos terrenos llamados Las Linares, encontrándose topónimos actuales en las cercanías que hacen referencia al cenobio, como el “Reguero Monasterio” o la “llama de San Antolín”. En Las Linares han aparecido en diversas ocasiones enterramientos de la Edad Media, que señalan a este lugar como la ubicación del monasterio citado en documentos medievales. Para algunos autores es probable que el poblado de Remolina se haya formado a la sombra de este cenobio. Piensan los estudiosos del tema que el monasterio desapareció en el siglo XIII.
Remolina aparece en otros documentos medievales, como cuando en 1171 García Ramírez, de la familia de los Flagínez, dona sus propiedades en Remolina a la iglesia de San Isidoro de León. Igualmente aparece en el Becerro de San Isidoro de 1313 y en el Becerro de las Presentaciones de la Catedral de León de 1467.
En la primera mitad del siglo XIV se escribió el libro de la Montería de Alfonso XI, donde también se menciona a Remolina, indicándose las buenas cualidades del pueblo para la caza.

...“El monte de Riomolina es muy buen monte de oso, et de puerco en verano et son las vocería por la Collada de Mental, et per la Collada de Cabreriz -Cabreros- et per Peñas Negras, et guardenle a Cuendabrín. Et son las armadas desde RioMolina fasta el vado Laso"

En palabras de JM Canal, el pequeño valle de Remolina, angosto y montañoso, debió interesar a condes y reyes, no solo por sus ricos pastos, sino también por su rica caza mayor (corzos, rebecos, jabalíes…) y por la pesca de sus sabrosas truchas.

### Tiempos más modernos

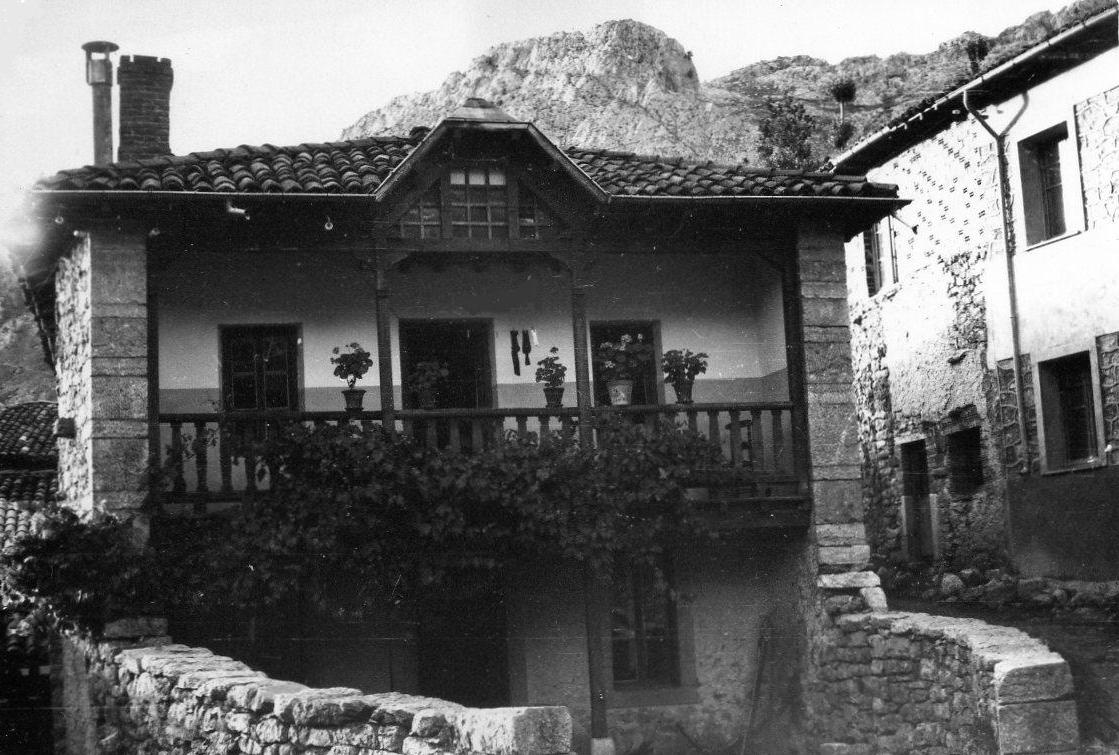
Casa típica de Remolina

En 1752 el Catastro del Marqués de la Ensenada enumeraba la existencia en Remolina de siete molinos, cuatro de ellos ya arruinados. La mayoría de los vecinos eran nobles y solo una minoría era de estado llano. Entre los 33 vecinos había 17 pastores y 12 labradores. En este tiempo Remolina pertenecía al Señorío de la marquesa de Toral —heredera de los Guzmanes—.
Por esta zona se movieron durante la guerra de la Independencia las tropas del general Blake. La llamada “Valleja de los Franceses”, en el valle de Cabreros, hace referencia a las refriegas que tuvieron lugar en esa zona entre las tropas francesas y nacionales en 1809. También existe en Remolina la tradición de que en el “Canto del Pozo” fueron arrojados varios franceses.
Así describe a Remolina el Diccionario Madoz de 1845: “En la provincia y diócesis de León , partido jcd. de Riaño, audiencia territorial y ciudad g. de Valladolid, ayuntamiento de Villayandre. Situación en un largo y estrecho valle circumbalado de peñas su Clima es bástante sano. Tiene 37 Casas; escuela de primeras letras por temporada; iglesia parroquial (la Magdalena], servida por un cura de ingreso y presentación del duque de Uceda, y buenas aguas potables". Confina con Argovejo, Tegerina, Horcadas y Huelde. El Terreno es montuoso en su mayor parte. Prod.: granos, legumbres y pastos para el ganado que cría , que es lo que constituye su principal riqueza. Pobl.: 37 vec, 139 alm. Contr. : con el ayuntamiento.”
En resumen, Remolina perteneció a los Reyes de León en los siglos XI y XII, después a la catedral, a San Isidoro de León, a las familias de Los Flagínez, los Osorio y los Guzmanes, más tarde a la marquesa de Toral y finalmente al duque de Uceda. Desde el siglo XII hasta 1840 Remolina formó parte del Condado o Concejo de Orede —Valdoré—, junto con los pueblos de Verdiago, La Velilla de Valdoré y Valdoré. A partir de 1840 Remolina pasó a ser parte del Concejo o Ayuntamiento de Villayandre, hasta que en 1906 la capitalidad del ayuntamiento pasó a Crémenes.
El último de los molinos que dieron nombre al pueblo desapareció a finales del siglo XIX. Estaba situado en San Roque, junto al Camino Real, que venía desde Valdoré por la margen izquierda del Esla. Pertenecía al tío Pablones Rodríguez de Remolina. En 1885 se construyó la carretera Sahagún-Arriondas, pasando el trazado viario a la margen derecha del río Esla, lo que llevó al molino —en la margen izquierda— a una crisis que acabó con él.

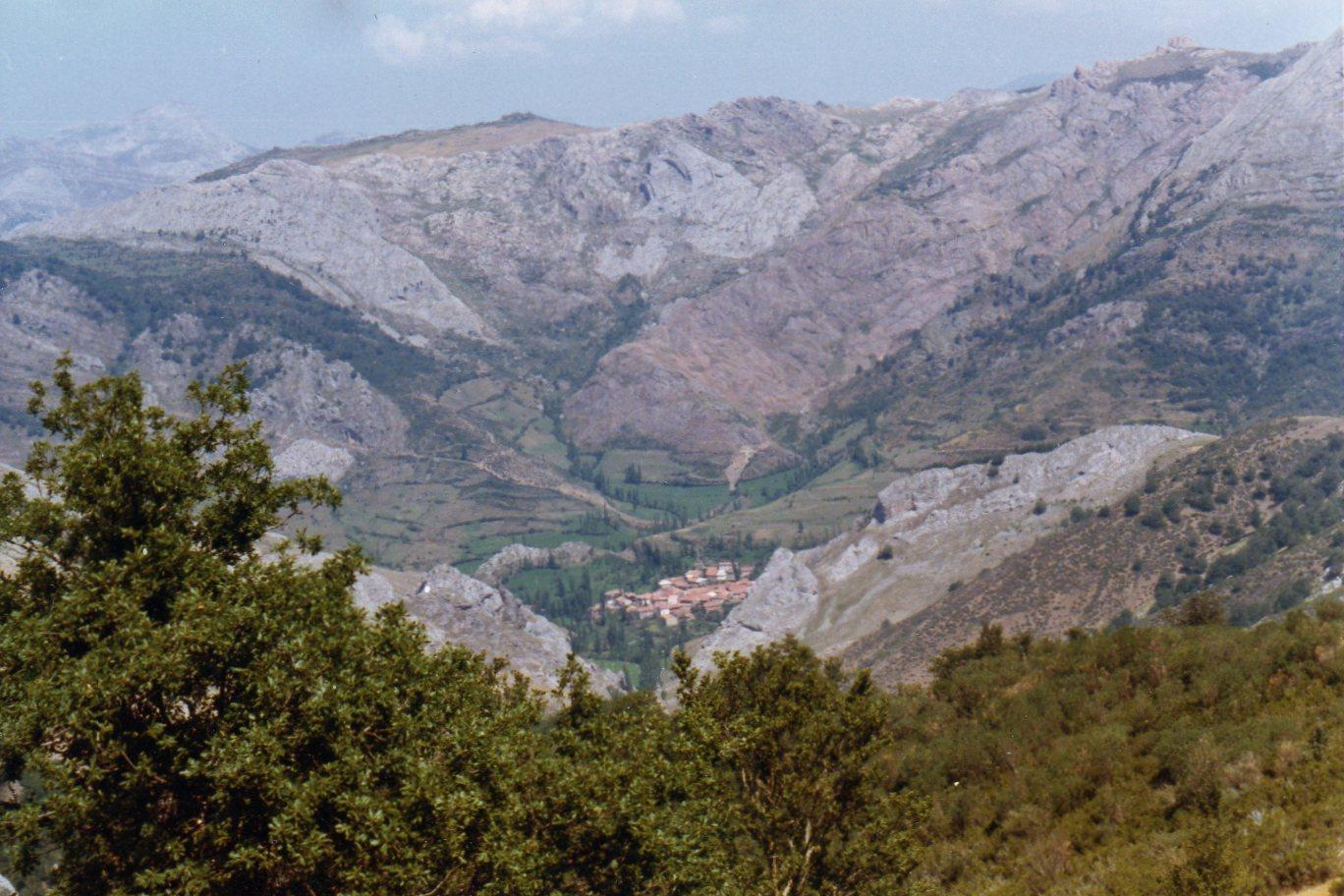
Vista de Remolina

Los medios de sustento de Remolina fueron tradicionalmente la ganadería, la agricultura y la minería. Remolina, junto con Tejerina y Prioro, fue uno de los pueblos con más tradición en el desempeño del oficio de pastor trashumante, llegando algunos de sus pastores a ocupar altos puestos de responsabilidad en los rebaños más nombrados en la montaña oriental de León, como fueron los de la condesa de Bornos, Cuesta, Perales, Montalvo, etc. De estos pueblos eran la casi totalidad de los pastores de más categoría —mayorales y rabadanes— y muchos de los otros pastores, con distintas categorías pastoriles —compañero, ayudador, persona, sobrado y zagal, de mayor a menor categoría profesional, además de ropero y motril—. Los últimos pastores trashumantes dejaron el oficio en los años 60 del siglo pasado.
En Remolina hubo minas de carbón, que se han explotado hasta recientemente en el Chaguazo. También hubo minas en pueblos cercanos como Ocejo de la Peña, Argovejo o Huelde, a donde iban a trabajar los hombres del pueblo que no eran pastores trashumantes. También eran frecuentes las profesiones de labrador, molinero, cantero o maderero. Mención especial merece el elevado número de sacerdotes y religiosos que dio el pueblo.
En la primera mitad del siglo XX se produjeron algunos movimientos migratorios a América —Argentina, Brasil, Cuba y EE. UU.— y en la segunda mitad del siglo XX dentro del territorio español a Cataluña, Madrid, Navarra y al País Vasco, fundamentalmente.

## Geografía física
Ubicación

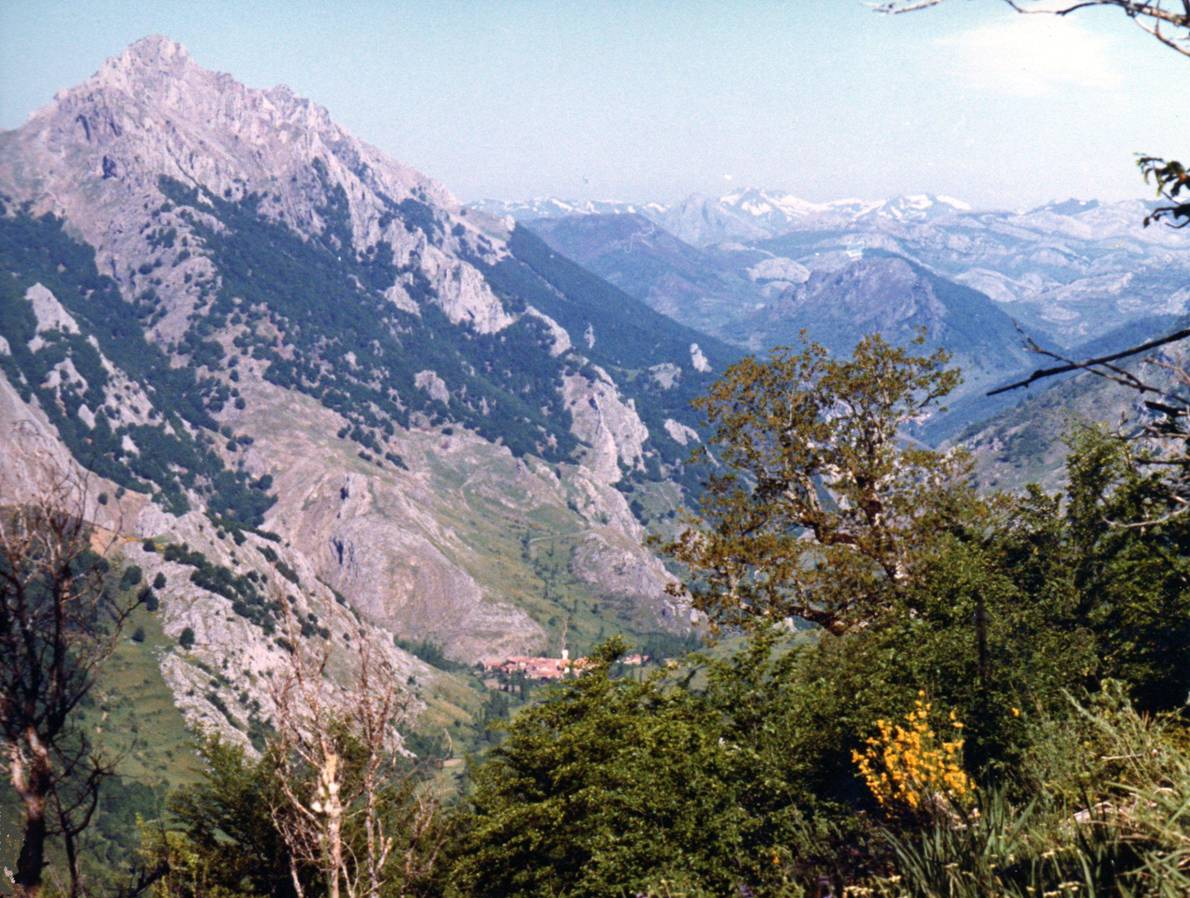
Remolina, un pueblo entre montañas

El pueblo de Remolina está situado en la montaña de Riaño, en el valle del río Esla, aguas abajo de Riaño, en la margen izquierda del río. Remolina está situado en un estrecho y largo valle que sigue el curso del río de su mismo nombre y que presta sus aguas al Esla.
El pueblo se encuentra dentro del Parque Regional de Picos de Europa, rodeado de bosques y altas montañas, que lo convierten en uno de los pueblos más pintorescos de la Montaña de Riaño. Entre sus altos picos podemos destacar el Pico Loto, Peña Blanca, Peña Verde y La Muga. Remolina limita al este con terrenos de Tejerina y Prioro, al sur con Ocejo de la Peña, al oeste con Argovejo y Las Salas y al norte con Horcadas.
Clima
Remolina tiene un clima oceánico fresco de tipo Cfb según la clasificación climática de Köppen, que corresponde al clima templado/frío propio de la vertiente sur de la Cordillera Cantábrica. El invierno es muy riguroso y con fuertes y frecuentes heladas. Las precipitaciones de nieve son muy abundantes. La amplitud térmica es alta, entre 15 y 18 grados. La temperatura media anual es baja, algo superior a 8 °C (8,2 °C en Riaño). La temperatura media en el mes de enero es inferior a 0 °C y en julio inferior a 16 °C.
Las precipitaciones anuales son superiores a los 1000 mm, normalmente entre 1500-2000 mm. Los días de lluvia oscilan entre los 125-150 al año, correspondiendo los meses con menos precipitaciones al verano y siendo julio el mes más seco. La insolación tiene valores bajos, entre 1.800 y 2.200 horas al año.
Hidrografía
Remolina pertenece a la Cuenca Hidrográfica del Duero, estando en la cabecera de su afluente más importante, el Esla. El río de Remolina es afluente del Esla por su margen izquierda.
El núcleo urbano de Remolina se encuentra entre los ríos de La Oceja y el río del Barrio, que confluyen por debajo del pueblo, a la altura del inicio de las Linares, para formar el río de Remolina. El río Barrio recibe previamente por su margen izquierda los arroyos de Cabreros y Celada. Fueron famosos estos ríos y arroyos por sus abundantes y muy sabrosas truchas, que prácticamente han llegado a descastarse tras la construcción del pantano.
El conocido como embalse de Riaño, también se denomina presa de la Remolina -siendo esta última su denominación oficial-, debido a que los terrenos donde se construyó la presa, en Las Conjas, pertenecían a Remolina.

## Naturaleza
Flora

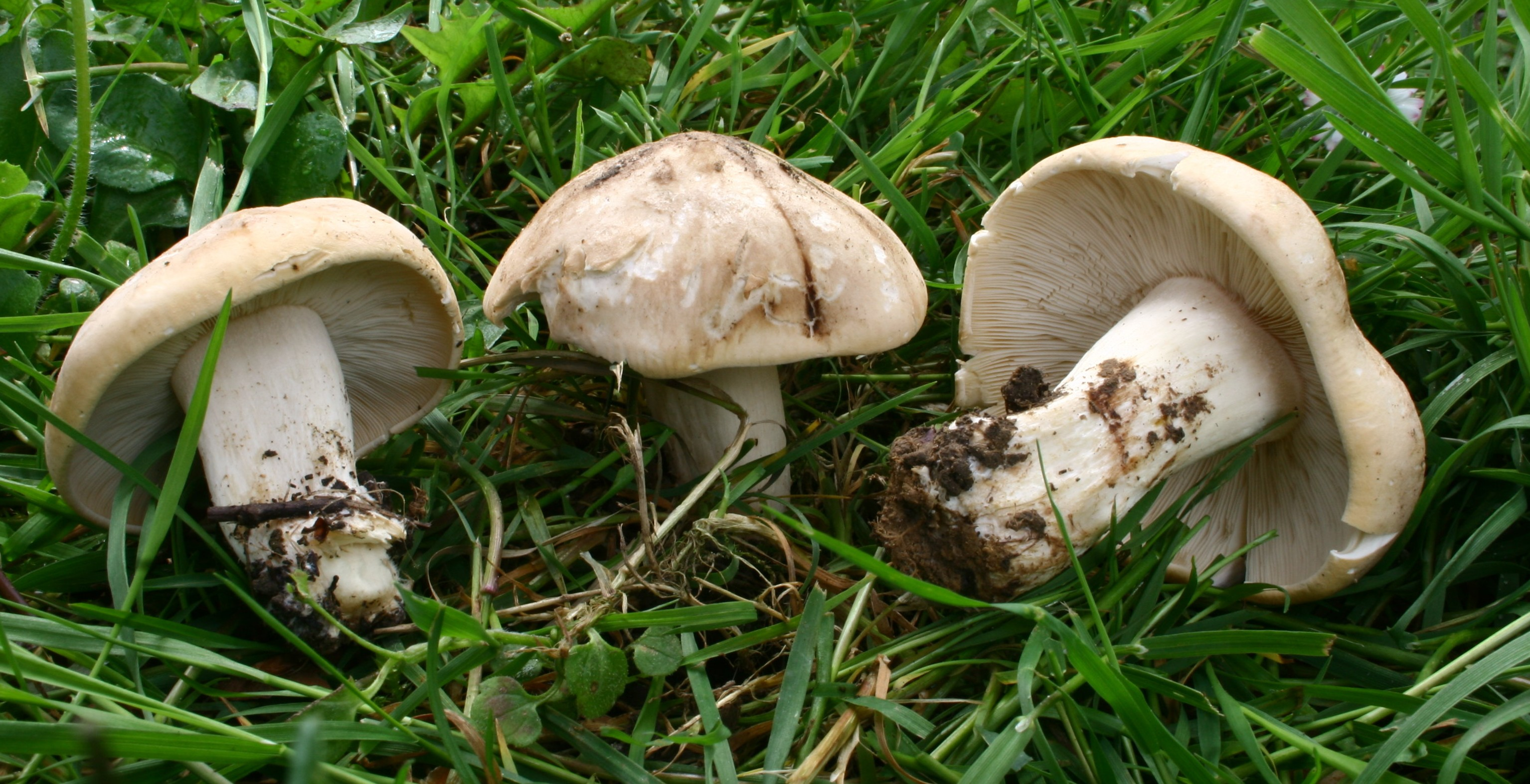
Setas de primavera.

Entre sus bosques lo más destacable son los hayedos -El Neredo, Las Tejas y Los Cotarrales-, y los robledales, aunque también es fácil la observación de otros árboles y arbustos como tejos, acebos, serbales serbal de cazadores-, abedules, chopos y salgueras en las riberas de los ríos, fresnos, saúcos, majuelos, mostajos, enebros, cerezos y manzanos silvestres, avellanos, endrinos, piornos, escobas, brezos, etc.
El campo ha proporcionado de siempre a los habitantes de Remolina gran cantidad de frutas silvestres y hierbas aromáticas. Entre las primeras cabe destacarse a los arándanos azules, , las moras, las frambuesas y las endrinas. Entre las hierbas aromáticas podemos incluir al te de la peña, la menta y el orégano.
El terreno de Remolina es bueno para setas en primavera y en otoño, si el tiempo ha sido favorable. La reina de las setas es la seta de primavera –seta de San Jorge. También abundan las setas de carrerilla, los champiñones silvestres, los boletus y las macrolepiotas.
Fauna
Además de la fauna doméstica (gallinas, patos, gatos, perros, cabras y caballos), en los montes de Remolina se pueden encontrar corzo, ciervo y rebeco. No es raro encontrarse zorro o jabalí en los prados, y es posible que se pueda ver algún lobo u oso pardo. La perdiz pardilla fue abundante en otro tiempo. Son comunes los topos, ratones campestres, los desmanes ibéricos, los erizos, y menos visibles los gatos monteses, las comadrejas, los tejones, las garduñas y martas. Hay lagartijas, salamandras, culebras, lisos y alguna víbora cantábrica o de Seoane. Cada vez se ven menos sapos. En los últimos años, por la zona del Melendrín, y también por los Cutiellos, ha habido algún avistamiento de “gamusinos” –animal mítico de la montaña que se creía en vías de extinción–.
Entre las aves no es difícil observar cernícalos, águilas culebreras y águilas calzadas, siendo menos habituales los buitres, halcones, azores y águilas reales. Más raro aún es observar al mítico urogallo. Destacan por su abundancia los cuervos y las cigüeñas. Sigue habiendo golondrinas, vencejos, arrendajos, carboneros, verderones, pájaros carpinteros y murciélagos, entre otros. Cada vez se ven menos gorriones y jilgueros.
En el río sigue habiendo truchas, aunque muchas menos que antes.
El pueblo tiene un coto de caza perteneciente a la Junta Vecinal.

## Demografía
La población de Remolina alcanzó su máximo número en el primer tercio del siglo XX, pasando ampliamente de los 200 habitantes. En cifras entre 180 y 230 habitantes se mantuvo el pueblo desde 1750 hasta la segunda mitad del siglo XX, en que se comienza a observar un progresivo descenso poblacional, semejante al de otros pueblos de la montaña de León.
Según los datos del padrón continuo por unidad poblacional del INE, Remolina contaba en 2022 con 35 habitantes –21 varones y 14 mujeres–. Como se puede observar en las tablas siguientes, la población registra un progresivo descenso en el siglo XXI, que ya se observaba desde la segunda mitad del siglo pasado, consecuencia de la emigración hacia núcleos más grandes y dinámicos, la ausencia de nacimientos y el envejecimiento de la población. 
| Gráfica de evolución demográfica de Remolina entre 1750 y 2020 |
|                                                                |
| Fuentes: J de Prado, Aurelio Álvarez e INE                     |

| Evolución demográfica de Remolina en el siglo XXI | Evolución demográfica de Remolina en el siglo XXI | Evolución demográfica de Remolina en el siglo XXI | Evolución demográfica de Remolina en el siglo XXI | Evolución demográfica de Remolina en el siglo XXI | Evolución demográfica de Remolina en el siglo XXI | Evolución demográfica de Remolina en el siglo XXI | Evolución demográfica de Remolina en el siglo XXI | Evolución demográfica de Remolina en el siglo XXI | Evolución demográfica de Remolina en el siglo XXI | Evolución demográfica de Remolina en el siglo XXI | Evolución demográfica de Remolina en el siglo XXI | Evolución demográfica de Remolina en el siglo XXI | Evolución demográfica de Remolina en el siglo XXI | Evolución demográfica de Remolina en el siglo XXI | Evolución demográfica de Remolina en el siglo XXI | Evolución demográfica de Remolina en el siglo XXI | Evolución demográfica de Remolina en el siglo XXI | Evolución demográfica de Remolina en el siglo XXI | Evolución demográfica de Remolina en el siglo XXI | Evolución demográfica de Remolina en el siglo XXI | Evolución demográfica de Remolina en el siglo XXI | Evolución demográfica de Remolina en el siglo XXI | Evolución demográfica de Remolina en el siglo XXI |
| ------------------------------------------------- | ------------------------------------------------- | ------------------------------------------------- | ------------------------------------------------- | ------------------------------------------------- | ------------------------------------------------- | ------------------------------------------------- | ------------------------------------------------- | ------------------------------------------------- | ------------------------------------------------- | ------------------------------------------------- | ------------------------------------------------- | ------------------------------------------------- | ------------------------------------------------- | ------------------------------------------------- | ------------------------------------------------- | ------------------------------------------------- | ------------------------------------------------- | ------------------------------------------------- | ------------------------------------------------- | ------------------------------------------------- | ------------------------------------------------- | ------------------------------------------------- | ------------------------------------------------- |
| Años                                              | 2000                                              | 2001                                              | 2002                                              | 2003                                              | 2004                                              | 2005                                              | 2006                                              | 2007                                              | 2008                                              | 2009                                              | 2010                                              | 2011                                              | 2012                                              | 2013                                              | 2014                                              | 2015                                              | 2016                                              | 2017                                              | 2018                                              | 2019                                              | 2020                                              | 2021                                              | 2022                                              |
| Habitantes                                        | 82                                                | 74                                                | 73                                                | 70                                                | 73                                                | 57                                                | 55                                                | 54                                                | 53                                                | 51                                                | 51                                                | 51                                                | 45                                                | 45                                                | 46                                                | 47                                                | 47                                                | 46                                                | 43                                                | 43                                                | 42                                                | 40                                                | 35                                                |

## Tradiciones y Leyendas
Se mencionan, entre otras, algunas tradiciones que se mantienen vivas, junto con otras recuperadas y otras olvidadas, para que haya al menos constancia de su existencia en otros tiempos.
- El juego de los bolos leoneses: En Remolina se juega a los bolos leoneses con bola cacha –bola semiesférica de madera–. Durante los meses de julio y agosto, los fines de semana y casi todas las tardes hasta el anochecer hay partidas de bolos. La elegante bolera, de reciente construcción, se encuentra junto a la iglesia, en el solar de la antigua casa rectoral. Durante años la bolera estuvo en la plazoleta por debajo de la iglesia, al inicio del Pandiello.
- La lucha leonesa: Los aluches han sido tradición en el pueblo de Remolina y el pueblo ha dado buenos luchadores, siendo los más reconocidos por sus triunfos Antonio Alvarado, Donato Alonso, Marino Villarroel y, en años más recientes, Javier Fernández y David Acevedo.
- El pan de los pobres o pan de la caridad: Hogaza de pan que sobre un paño blanco se ofrecía y bendecía en la misa del domingo. Cada domingo le correspondía a una casa del pueblo la ofrenda del pan. A la salida de la misa se daba una pequeña rebanada de pan a cada asistente, a la vez que se besaba un portapaz. El resto se repartía entre los pobres o necesitados –si los había-, o se ofrecía la mejor postor.[3] Desapareció esta tradición a mediados del siglo XX.
- El palo del pobre: Consistía en una vara que entregaba el alcalde, por orden, al vecino correspondiente para que ofreciera cobijo a quien llegara al pueblo en busca de cobijo y techo para dormir.
- El ramo: Ramo de flores, o más habitualmente ramas de árbol, que colocan los mozos en las ventanas de las mozas y/o novias en las vísperas de la Magdalena. Un ramo mucho más grande se le coloca a la patrona, como reina de las mozas del pueblo, en el campanario de la iglesia.
- Las veceras: Eran el cuidado comunitario de los ganados del pueblo. En los años sesenta había veceras de vacas –los bueyes–, novillas, cabras y ovejas. Las veceras se cuidaban por turno, siguiendo un orden perfectamente establecido, y dependiendo los días de cuidado del número de animales que cada vecino tuviera en la vecera. Había un territorio propio a donde iba cada una de las veceras.
- Las peleas de toros: Hace años, cada pueblo tenía su toro. Era frecuente, en primavera y verano, enfrentar al toro del pueblo con el toro de otros pueblos cercanos. Era una manera de organizar una fiesta y competir con otros pueblos, en lugar de hacerlo al fútbol o a los bolos. Otros ven en su origen asuntos más prácticos, como que al competir al inicio del tiempo de pastar en el campo, ya quedaba claro el toro dominante para toda la temporada, y eso evitaba peleas posteriores no controladas. Se acabaron estas peleas en los años 50 del siglo pasado. Cuentan que los topetazos de los cuernos y cabezas de los toros hacían restallar las montañas desde La Muga al pico Loto.
- La leyenda del dragón: Se cuenta en el pueblo que había un dragón por la zona de Los Villares, que bajaba cada año y exigía al pueblo el tributo de una doncella. Tras años de sufrir la afrenta del dragón, por fin se encargó San Jorge de dar muerte con su lanza a la bestia, acabando así con esta pesadilla ominosa. Todavía pueden verse en las rocas de la zona los surcos que labró el monstruo en sus incursiones. Al pie del camino estaba, antes de la construcción de la carretera actual, la piedra -señalada con una cruz- donde San Jorge mató al dragón.
- El Haya de la Humildad: Se encontraba en el hayedo de Remonda. Cuenta la leyenda que la Sagrada Familia en su huida a Egipto pasó por Remolina y que cuando iban por Remonda y los Vallines se desató una gran tormenta de pedrisco que los obligó a cobijarse bajo el haya. El haya al ser testigo de tamaño prodigio comenzó a inclinar sus ramas para cobijar a la celestial familia. Nadie se atrevió nunca a cortarle ni una rama en vida al haya, hasta que murió por los muchos años y un tremendo vendaval. Ahora se puede admirar su tronco en el Museo de Riaño en la forma de un impresionante Cristo crucificado realizado por el artista de Remolina Saturnino Alonso.[14]

## Lugares de interés

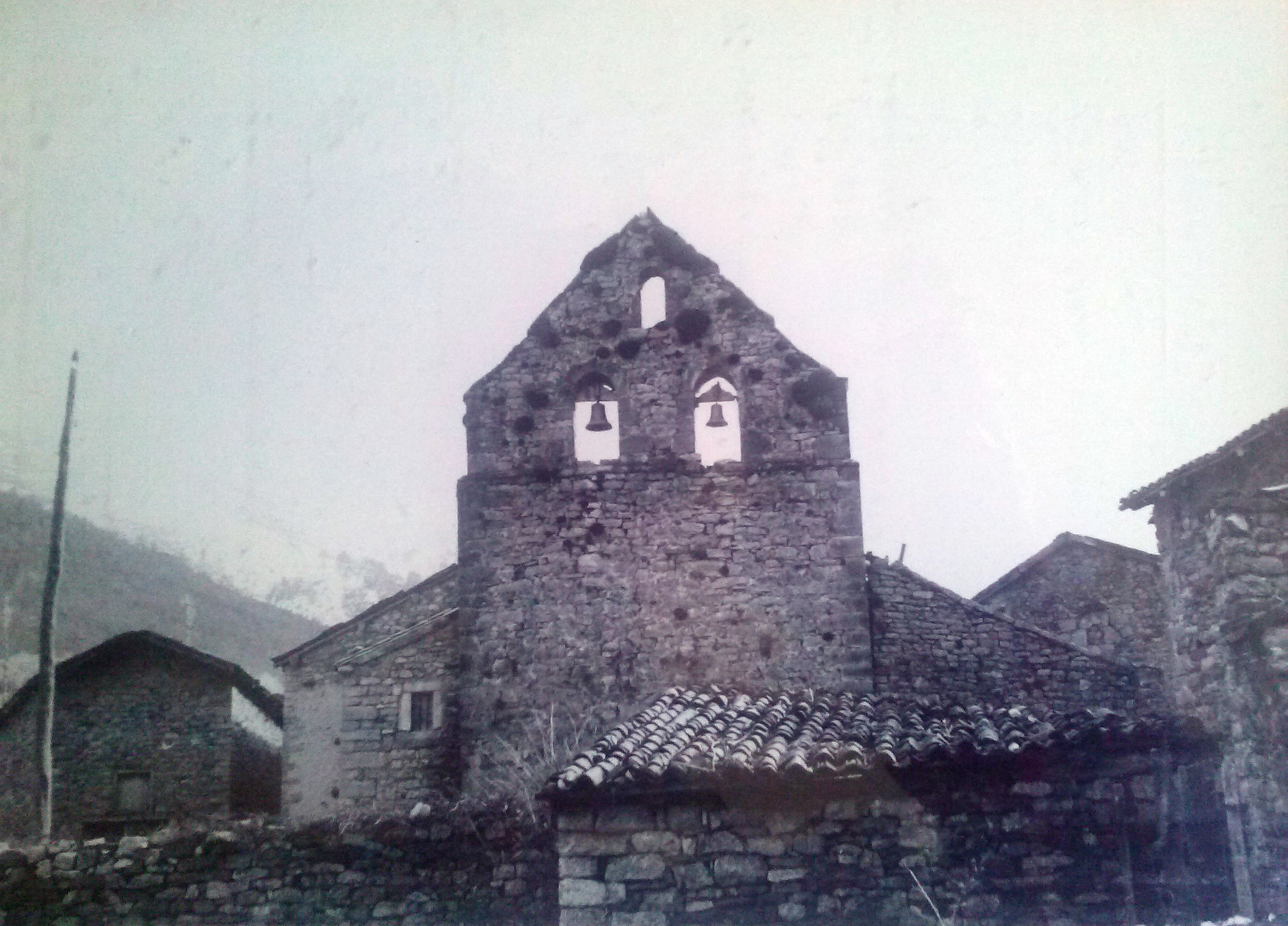
Iglesia antigua de Remolina

- Museo etnográfico: Museo sobre las tradiciones y costumbres de la Montaña de Riaño.
- Iglesia Parroquial: De escaso valor artístico y poco concordante con el resto de arquitectura del pueblo. Contrasta con el pueblo su chocante fachada de ladrillo. Se realizó una nueva iglesia al no considerarse viable la restauración de la antigua. Fue inaugurada en 1966. Conserva tallas de San Jorge, San Antolín y la Magdalena.
- El Ojo del Mar: Es un pozo del cual mana agua cristalina de las profundidades de las rocas.  Se desconoce su profundidad.
- La Cueva de los Moros: Pequeña cueva del tamaño de un salón en la cual, el desgaste del agua durante millones de años ha dado a todo el suelo forma de pilas y bañeras.
- Salto de Llianurdial: Bonita cascada de alrededor de 5 metros de altura recogida en un acogedor lugar.
- Calzada romana: Calzada romana que recorría la zona, donde se puede apreciar las piedras que la componían y el desgaste generado sobre ellas el tránsito de los carros.

## Senderismo y montaña
Remolina es un buen lugar para la realización de senderismo y la práctica del montañismo. Se pueden realizar sencillas marchas, casi por llano, como a la fuente de la Juñera, al Ojo del Mar o al Chaguazo; rutas algo más largas y con mayor pendiente como hasta Parlle o a Bosoverón; se puede subir a alguna de las cumbres que rodean al pueblo, como al pico Jano -1821 m s. n. m.-, la Muga -1804 m s. n. m.-, Peña Blanca -1749 m s. n. m.-. Peña Verde -1778 m s. n. m.-, o el Pico Loto -1809 m s. n. m.-.; o rutas a través del monte hasta pueblos y lugares cercanos, como Horcadas, Tejerina, Prioro, Mental o La Red.
Además, por Remolina pasan dos grandes rutas españolas:
- El GR-1, un sendero de Gran Recorrido cuyo trazado arranca en las ruinas de Ampurias (Gerona) y atraviesa todo el norte de España hasta finalizar en Finisterre (La Coruña). Su trayecto en la provincia de León es el siguiente: Valverde de la Sierra, Besande, Puerto de Monteviejo, Prioro, Tejerina, Collada de Mostagerosa, Remolina, Los Robledales, Las Salas, Puerto de Pando, Salamón, Ciguera, Lois, Pico Lázaro, Acebedo, Maraña, Riosol, Puerto de Tarna.
- La Cañada Real Leonesa Oriental, vía pecuaria que comienza en las montañas de Riaño y acaba en Badajoz, ya casi en el límite con Huelva. Tiene su inicio con dos ramales, uno que comienza en La Uña y otro en Anciles. El ramal de Anciles es el que pasa por Remolina. Entra la cañada en el pueblo, coincidiendo más o menos con la actual carretera y sale hacia Cabreros, collada de Cabreros, los Castros de Mental, collada de las Cruces y las Lomas de Prioro, donde se une con el ramal que viene desde La Uña, por Riaño, Pedrosa y el Pando hacia Prioro.

## Remolina Noticias
Es una publicación periódica nacida en 1987 de la mano de varios hijos del pueblo que vieron la necesidad de comunicarse y agrupar a todas aquellas gentes que, por unos u otros motivos, encontraron su medio de vida lejos del pueblo. Después de un intervalo de silencio volvió a ver la luz en 2001. Colaboran en ella remolinenses de todos los puntos y también aquellos que no habiendo nacido en el pueblo lo consideran como su patria chica. En la actualidad su edición corre a cargo de la Asociación Amigos de Remolina, publicándose dos números al año y encontrando cabida en la revista todo tipo de temas.

## Personas destacadas
- Francisco Fernández Rodríguez, "El Rollo" (1820-1899). Famoso mayoral de la cabaña de Rojas, llamada de Bornos en esa época, en la segunda mitad del siglo XIX. Diversos libros sobre el tema consideran que ha sido el mayoral más famoso de la montaña leonesa oriental.[16][17] La importancia de El Rollo viene determinada por su prolongada permanencia en el cargo –ejerció como mayoral durante más de 30 años–, la importancia de la cabaña ganadera a la que pertenecía –cabaña de Rojas–, su honradez, prestigio y autoridad entre los pastores, sus notables conocimientos sobre el ganado y la organización de la ganadería, así como por el destacado papel socioeconómico de las cabañas trashumantes en los pueblos de la montaña leonesa.[3]
- Fernando Álvarez Rodríguez (1888-1967). Cursó estudios eclesiásticos en León, siendo becado por la diócesis para seguir sus estudios en Roma. En esta ciudad fue ordenado sacerdote, y allí se licenció y doctoró en derecho canónico por la Universidad Gregoriana. Fue catedrático del seminario de Valderas y después del seminario de León. Vicario general de la diócesis de León durante casi 40 años. Vicario capitular –sustituto del obispo, elegido por el cabildo, cuando la sede está vacante– en dos ocasiones. En el año 1949 Pío XII le nombró arcediano de la S.I. catedral de León y en 1964 Pablo VI le concedió el título de prelado doméstico de Su Santidad.[1]
- Carlos Alvarado Largo (1917-2010). General de División de Infantería. Diplomado de Estado Mayor. Jefe de Estado Mayor de la División Acorazada Brunete. Profesor de Táctica militar durante más de 25 años en el Escuela de Estado Mayor. Director del Servicio Histórico Militar. Llegó a general habiendo iniciado la carrera militar desde las clases de tropa. En el pueblo existe una placa conmemorativa en su honor, colocada en la casa donde nació.
- Bonifacio Álvarez Rodríguez (1918-2013). Fue pastor, militar y funcionario. Buen conocedor de la trashumancia y la vida de los pastores de la montaña oriental leonesa, es autor del libro “Memorias de un zagal. Un viaje a la Extremadura leonesa”,[18] considerado como uno de los mejores libros sobre la vida pastoril.[19] Reeditado con el título “Memoria de la trashumancia” dentro de la colección Biblioteca Leonesa de Tradiciones (Edilesa y Diario de León).[20] En 1983 se le concedió la cruz de la orden civil al mérito agrícola.
- Eugenio Fernández García (1948-2005). Profesor titular y Vicedecano de la Facultad de Filosofía de la Universidad Complutense de Madrid. Profundo conocedor de la obra y pensamiento del filósofo Spinoza, sobre el que versó su tesis doctoral Potencia y razón, además de numerosos ensayos y artículos. Vicepresidente y más tarde presidente del Seminario Spinoza, creó el Boletín de Bibliografía Spinozista. De entre sus libros destacan Historia de las palabras: la importancia del uso, El gobierno de los afectos en Baruj Spinoza y Nietzsche y lo trágico, además de múltiples colaboraciones en obras colectivas.[21][22]